# Pacific Star
La Pacific Star (Stella del Pacifico) è una medaglia istituita dal Commonwealth Britannico per commemorare il servizio prestato nella Seconda guerra mondiale.
È una delle otto stelle commemorative di campagne della Seconda Guerra Mondiale.

## Criteri di eleggibilità
La medaglia venne concessa per servizi ed operazioni nel teatro del Pacifico tra l'8 dicembre 1941 ed il settembre 1945 ed anche per alcuni servizi specifici in Cina, Hong Kong, Malaysia e Sumatra:
- Hong Kong: 8 dicembre 1941 - 25 dicembre 1941
- Cina e Malaysia: 8 dicembre 1941 - 15 febbraio 1942
- Sumatra: 8 dicembre 1941 - 23 marzo 1942

I servizi in Cina, Hong Kong, Malaysia e Sumatra prima di queste date ottennerro la Burma Star. Le aree qualificate all'ottenimento della decorazione furono l'Oceano Pacifico (incluso il Mar Cinese Meridionale) e l'Oceano Indiano a est della linea passante da Singapore a Sumatra attraverso la Christmas Island.
La Stella del Pacifico venne concessa immediatamente anche a quei soldati che fossero stati feriti o uccisi in combattimento durante le operazioni. Il regolamento delle uniformi britanniche stabilì che chi aveva ricevuto la Burma Star non fosse abilitato a ricevere anche la Pacific Star.

### Descrizione
La "Pacific Star" consiste come le altre medaglie del genere in una stella a sei punte di zinco giallo allodiato alta 44mm e larga 38mm. Sul diritto riporta al centro le cifre reali di re Giorgio VI del Regno Unito sormontate dalla corona reale. Le cifre sono attorniate da un cerchio contenente le parole The Pacific Star. Il retro è piano anche se alcune medaglie concesse a personale australiano o sudafricano hanno inscritto il nome dell'insignito.
Il nastro della medaglia, come gli altri della medesima tipologia, si ritiene sia stato disegnato dallo stesso Giorgio VI. La giungla è rappresentata dal colore delle strisce verde scuro, le spiagge dal colore giallo centrale. Ai lati strisce di colore blu rappresentano la Royal Navy, rosso l'il British Army e azzurro la Royal Air Force.

### Barrette
L'unica barretta prevista per questa medaglia era:
- Burma

Concessa a quanti successivamente si qualificarono al ricevimento della Burma Star.